# 高安範勝
高安 範勝（たかやす のりかつ、生没年不詳）は、戦国時代の武将。通称九郎。滝川範勝、櫟野範勝とも。
滝川一益の兄  。

## 略歴
『寛政重修諸家譜』によれば滝川資清の嫡男で、資清は元は高安氏を称しており、範勝も高安姓を名乗った。後に資清は居城・近江国 櫟野城を譲って滝川城に移り、範勝は櫟野城の城主となったとされる 。